# Rhododendron coxianum
Rhododendron coxianum är en ljungväxtart som beskrevs av Lavidian. Rhododendron coxianum ingår i släktet rododendron, och familjen ljungväxter. Inga underarter finns listade i Catalogue of Life.